# За вагомий внесок у розвиток української літератури і драматургії
Медаль «За вагомий внесок в розвиток української літератури і драматургії» — нагорода Міністерства культури України за значні заслуги в розвитку літератури і драматургії в науковій, освітянській і письменницькій діяльності.

## Історія нагороди
Заснована в 2005 році Міністерством культури України.
Поширюється на правовідносини, пов'язані з нагородженням наукових і літературних діячів.

## Статут відзнаки
Медаль «За вагомий внесок в розвиток української літератури і драматургії» вручається науковим і літературним діячам України, іноземним громадянам та особи без громадянства залежно від їх заслуг.
Нагородження медаллю посмертно не проводиться.
Медаль має окрему нумерацію.
Медаль вручає Міністр культури України або за його уповноважені представники.

## Опис медалі
Медаль виготовляється зі сплаву з вмістом срібла і має вигляд металевого знака круглої форми із зображенням відкритої книги, пера і свічі. По колу напис: За вагомий внесок в розвиток української літератури і драматургії. За допомогою кільця з вушком медаль з'єднується з прямокутною колодкою, обтягнутою стрічкою. Розмір колодки: висота — 45 мм, ширина — 28 мм. На зворотному боці колодки розміщено застібку для прикріплення медалі до одягу.
Розмір планки: висота — 12 мм, ширина — 24 мм.